# Guillaume Poix
Pour les articles homonymes, voir Poix.
Œuvres principales
- Les Fils conducteurs (2017)
- Soudain Romy Schneider  (2020)

Guillaume Poix est un écrivain français, auteur de romans et de pièces de théâtre, né le 11 mars 1986 à Tassin-la-Demi-Lune.

## Biographie
Guillaume Poix grandit près de Lyon. Il entre à l'École normale supérieure en 2007 puis fait des études théâtrales de 2011 à 2014 à l'École nationale supérieure des arts et techniques du théâtre dans la section « écrivain dramaturge ».
Il écrit ses premières pièces Straight (2014) – traitant des « viols correctifs » des lesbiennes découverts lors de son séjour de six mois en Afrique du Sud – et Et le ciel est par terre (2017) – présentée lors du festival d'Avignon – qui sont récompensées par de nombreux prix spécialisés,. Il a également travaillé auprès de la cinéaste Claire Simon pour Les Bureaux de Dieu et Gare du Nord.
Sa pièce Waste (2015) – mise en scène au théâtre de Poche de Genève en 2016 par Johanny Bert – s'attache à la question des relations Nord-Sud à travers la gestion des déchets,, sujet et personnages qui seront au centre, en 2017, de son premier roman, Les Fils conducteurs, décrivant la situation de la décharge de matériel informatique et électronique d'Agbogbloshie à Accra au Ghana. Ce roman est particulièrement remarqué lors de la rentrée littéraire 2017,,, et reçoit le prix Wepler.
Son deuxième roman Là d'où je viens a disparu reçoit le prix Alain-Spiess du deuxième roman et est co-lauréat du prix Frontières-Léonora Miano en 2020,.
Soudain Romy Schneider, réalisation de Cédric Aussir pour France Culture, reçoit le grand prix de la fiction radiophonique de la SGDL en 2023,,.
Il collabore avec Lorraine de Sagazan depuis 2018. Ensemble, ils ont créé L'Absence de père, La Vie invisible, Un sacre, Le Silence,, et Léviathan.
Son troisième roman Star, paraît en mars 2023.

## Œuvre littéraire
- 2014 : Straight (théâtre), Éditions théâtrales  (ISBN 978-2-84260-713-5)
- 2017 : Tout entière / Et le ciel est par terre (théâtre), Éditions théâtrales  (ISBN 978-2-84260-753-1)
- 2017 : Les Fils conducteurs (roman), éditions Verticales  (ISBN 9782072734977) – Prix Wepler ; rééd. Folio (2019)
- 2018 : Fondre (théâtre), Éditions théâtrales  (ISBN 978-2-84260-785-2)
- 2019 : Qui croire / Lointaine est l'autre rive (théâtre), Éditions théâtrales  (ISBN 978-2-84260-805-7)
- 2020 : Soudain Romy Schneider (roman théâtral), coll. « Lisières », Éditions théâtrales  (ISBN 978-2-84260-814-9)
- 2020 : Là d'où je viens a disparu (roman), éditions Verticales  (ISBN 9782072876172), 272 p.
- 2023 : Un sacre / La Vie invisible (théâtre), Éditions théâtrales  (ISBN 978-2-84260-909-2)
- 2023 : Star (roman), éditions Verticales  (ISBN 978-2-07-301929-5), 320 p.

## Théâtre
- 2013 : Les Présomptions
- 2016 : Waste, mise en scène de Johanny Bert, théâtre de Poche (Genève)
- 2016 : Tout entière, mise en scène de l'auteur, théâtre du Préau–Centre dramatique régional de Normandie-Vire
- 2017 : Et le ciel est par terre, mise en scène de Véronique Kapoïan, Comédie de Béthune
- 2017 : Brûlent nos cœurs insoumis (chorégraphie), de Christian et François Ben Aïm avec Ibrahim Maalouf (musique), créée à La Garance à Cavaillon
- 2018 : Fondre[23]
- 2018 : La Côte d'Azur, mise en scène de Manon Krüttli, théâtre de Poche (Genève)
- 2019 : Qui croire, mise en scène de l'auteur, Comédie de Reims
- 2019 : L'Absence de père, d'après Platonov de Tchekhov, mise en scène de Lorraine de Sagazan, Nuits de Fourvière et tournée
- 2020 : La Vie invisible, conception et mise en scène de Lorraine de Sagazan, Comédie de Valence et tournée
- 2021 : Miss None, mise en scène de Manon Krüttli, Théâtre du Grüttli (Genève)
- 2021: Un sacre, conception et mise en scène de Lorraine de Sagazan, Comédie de Valence et tournée
- 2024 : Le Silence, conception et mise en scène de Lorraine de Sagazan, Comédie-Française
- 2024 : Léviathan, conception et mise en scène de Lorraine de Sagazan, festival d'Avignon